# 内河畔圣帕莱
内河畔圣帕莱（法語：Saint-Palais-du-Né，法語發音：[sɛ̃ palɛ dy ne]），或纯音译作圣帕莱迪内，是法国夏朗德省的一个市镇，属于干邑区。

## 地理
内河畔圣帕莱（45°32'29"N, 0°15'58"W）面积13.6 平方千米，位于法国新阿基坦大区夏朗德省，该省份为法国西部内陆省份，北起德塞夫勒省和维埃纳省，东临上维埃纳省，东南至多尔多涅省，南至多爾多涅省，西接滨海夏朗德省。
与内河畔圣帕莱接壤的市镇（或旧市镇、城区）包括：克里特伊-拉马格德莱娜、拉谢斯、内河畔圣福尔、韦里耶尔、阿尔希亚克、谢尔扎克、热尔米尼亚克、圣欧仁、圣勒里娜。

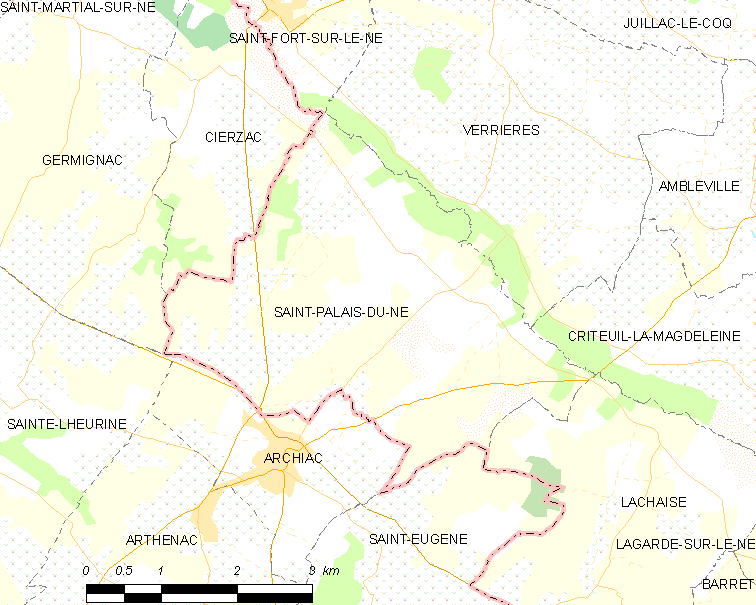
内河畔圣帕莱的OSM定位图

内河畔圣帕莱的时区为UTC+01:00、UTC+02:00（夏令时）。

## 行政
内河畔圣帕莱的邮政编码为16300，INSEE市镇编码为16342。

## 政治
内河畔圣帕莱所属的省级选区为夏朗德南县。

## 人口

1962-2008年间内河畔圣帕莱人口变化图示

内河畔圣帕莱于2022年1月1日时的人口数量为305人。